# Robert Wakenshaw
Robert A. Wakenshaw (* 22. Dezember 1965 in Ponteland) ist ein ehemaliger englischer Fußballspieler. Als Stürmer begann er seine Laufbahn beim Erstligisten FC Everton. Dort konnte sich der Teilnehmer der Junioren-WM 1985 jedoch sportlich nicht durchsetzen. Er machte auch später bei unterklassigen Teams von Carlisle United bis hin zum Viertligisten Crewe Alexandra keinen nachhaltigen Eindruck, bevor er sich bereits vor Ablauf der Saison 1988/89 im Alter von 23 Jahren aus dem Profigeschäft der Football League verabschiedete.

## Sportlicher Werdegang
Wakenshaws Profikarriere begann beim FC Everton mit der Unterzeichnung des ersten Vertrags im Dezember 1983 und in der Saison 1983/84 feierte er auch am 5. Mai 1984 sein Debüt für die „Toffees“. Auf der rechten Flügelstürmerposition vertrat er die dort üblicherweise eingesetzten Alan Irvine oder Terry Curran und beim 1:1 gegen Manchester United schoss er sogar ein Tor. Auf weitere Bewährungschancen wartete er in der Folgezeit zumeist vergeblich. Zum einen hatte er am FA-Cup-Sieg 1984 keinen Anteil und auch beim Gewinn der Meisterschaft 1985 war er nur marginal beteiligt, als er in der Spätphase der Saison 1984/85 nach einem Kurzeinsatz im Derby gegen den FC Liverpool (1:0) in der sportlich unbedeutenden Partie am letzten Spieltag gegen Luton Town (0:2) als Teil einer B-Elf in der Startelf stand. Weitere zwei Einwechslungen in den frühen Runden des Europapokals der Pokalsieger gegen UC Dublin und Fortuna Sittard waren dazu in seiner Statistik verbucht, aber auch dort fehlte er letztlich in den entscheidenden Begegnungen hin zum Titelgewinn. Trotz der fehlenden Praxis im Profifußball war er aber Teil der englischen Juniorennationalmannschaft, die ab Ende August 1985 an der Weltmeisterschaft in der Sowjetunion teilnahm. Dort schied er zwar bereits in der Vorrunde aus, kam aber in allen drei Partien zum Zuge und schoss dazu beim 2:2 gegen Paraguay ein Tor. Kurz darauf wechselte er im September 1985 zum Zweitligisten Carlisle United.
Sein Aufenthalt in Carlisle war nur von kurzer Dauer und nach sieben Auftritten in neun aufeinander folgenden Ligapartien mit insgesamt zwei Treffern fand er bei dem zusehends in Abstiegsgefahr geratenen Klub wenig Berücksichtigung. 
Erst im Januar 1986 stand er in der vierten FA-Cup-Runde gegen Peterborough United (0:1) wieder in der Startelf, wurde jedoch vorzeitig ausgewechselt und im März 1986 an den Drittligisten Doncaster Rovers ausgeliehen. Nächste Station war dann ab September 1986 der Viertligist AFC Rochdale. In Rochdale stand er während der Saison 1986/87 gleich 28 mal in der Startelf und im spannenden Kampf um den Klassenerhalt steuerte er fünf Tore bei – darunter war ein wichtiger Treffer zum 5:3-Sieg gegen Halifax Town am drittletzten Spieltag. Insgesamt verhinderte Wakenshaw mit dem AFC Rochdale aufgrund von vier Siegen aus fünf Spielen den schon sicher geglaubten Abstieg als Tabellenletzter. Im Juni 1987 zog er dann weiter in Richtung des Ligakonkurrenten Crewe Alexandra.
In Crewe blieb Wakenshaw jedoch in der Saison 1987/88 mit nur einem Tor aus 20 Ligaspielen hinter den Erwartungen zurück und war bereits ab Oktober 1987 nur noch sporadisch zum Zuge gekommen. Kurz vor Ende des Jahres 1988 kam er zu seinen letzten Einsätzen, bevor der Vertrag noch vor Abschluss der Spielzeit aufgelöst wurde. Wakenshaw kehrte daraufhin dem Spielbetrieb der Football League den Rücken und absolvierte kurz darauf in der Football Conference eine Ligapartie für Northwich Victoria sowie zwölf Partien für den FC Southport in der Northern Premier League (NPL). Letzte bekannte Station war der ebenfalls in der NPL beheimatete Klub Fleetwood Town, bevor er sich aus dem Fußballgeschäft verabschiedete und später ein Reinigungsgeschäft eröffnete.